# Ula Tirso
Ula Tirso (sardinsky: Ula) je italská obec (comune) v provincii Oristano v regionu Sardinie. Nachází se ve výšce 348 metrů nad mořem a má 462 obyvatel. Rozloha obce je 18,85 km².